# مشروع المال القذر
إن مشروع المال القذر هو مشروع بحثي علمي صادر عن جامعة نيويورك ، و هو دراسة شاملة للحمض النووي الموجود على الأوراق النقدية، يهدف المشروع لتوضيح دور الأوراق النقدية في انتقال الأمراض بين البشر، وخاصة في المناطق الحضرية .
| مشروع المال القذر | مشروع المال القذر          |
| ----------------- | -------------------------- |
| نوع المشروع       | بحث علمي                   |
| المكان            | الولايات المتحدة الأمريكية |
| المالك            | جامعة نيويورك              |

مشروع المال القذر هو جزء من مشروع أكبر يبحث المحتوى الجيني لمدينة نيويورك، و هو يهد لفحص الميكروبات المحيطة بنا .
وفقاً لرأي الخبراء، من خلال المشروع نستطيع التعرف على المخاطر الصحية المحتملة، مكافحة الإنلفونزا الوبائية، وأيضًا التوقع التخطيطي اللآثار البيئية للأعاصير البارزة  . الدراسات التي تم تنفيذها حتى الآن أظهرت أن الأوراق النقدية وسط لانتقال المئات من الأنواع المختلفة من البكتيريا بسبب تداولها من يد لأخرى.
العلماء وجدوا أيضًا أن كل ورقة نقدية تحمل ما يقارب من 3000 نوع من البكتيريا على سطحها بالإضافة إلى الحمض النووي للبكتيريا المقاومة للمضادات الحيوية. و بما أن الأوراق النقدية هي مرتع للآلاف من الميكربات والفطريات و مسببات الأمراض، فإن بإمكانها التسبب بقرح المعدة، تسمم الطعام، والالتهابات الجلدية وغيرها . هذا ما يظنه العلماء .
أحد أهداف هذه الدراسة هو تزويد مقدمي الخدمة الصحية بالمعلومات اللازمة لمنع انتشار الأمراض المعدية في المناطق الحضرية كمدينة نيويورك قبل انتشارهم على نطاق أوسع من خلال الأوراق النقدية .